# آيت العياط (آيت بكر)
آيت العياط هو دُوَّار يقع بجماعة إنشادن، إقليم شتوكة آيت باها، جهة سوس ماسة في المملكة المغربية. ينتمي الدوّار لمشيخة آيت بكر التي تضم 14 دوار. يقدر عدد سكانه بـ 848 نسمة حسب الإحصاء الرسمي للسكان والسكنى لسنة 2004.

## وصلات خارجية
- البوابة الوطنية للجماعات الترابية
- المندوبية السامية للتخطيط